# Bataillons de police auxiliaire lituaniens
Les bataillons de police auxiliaire lituaniens étaient des bataillons de la Schutzmannschaft formés pendant l'occupation allemande de la Lituanie entre 1941 et 1944.
Les premiers bataillons proviennent des combattants de la liberté les plus fiables, qui seront dissous après le soulèvement anti-soviétique de juin 1941 en Lituanie. Les militants lituaniens espéraient que ces unités constitueraient la base de l'armée lituanienne rétablie et commandées par le gouvernement provisoire lituanien. Au lieu de cela, ces unités seront placées sous les ordres du SS-und Polizeiführer en Lituanie. Ces bataillons sont chargés de fonctions de sécurité intérieure et engagés dans des opérations anti-partisanes dans les zones arrière de la Wehrmacht, par exemple en Ukraine, en Biélorussie, en Pologne et en Russie du Nord-Ouest.
Certains bataillons ont participé à la Shoah, notamment les 12e et 13e bataillons, connus sous le nom de bataillons TDA lituaniens. On estime que ces deux bataillons sont responsables d'environ 78 000 victimes juives en Lituanie et en Biélorussie. Pendant que les bataillons étaient souvent déployés en dehors de la Lituanie, ils n'ont généralement pas participé au combat. Au total, 35 bataillons ont été formés et environ 21 000 hommes ont servi au sein de ces unités. En juillet-septembre 1944, les unités restantes sont combinées en deux régiments d'infanterie de volontaires lituaniens.

## Terminologie
Les unités sont connues sous un certain nombre de noms différents. Les documents allemands les appelaient Ordnungsdienst (service de l'ordre), Selbstschutz (autodéfense), Hilfspolizei (police auxiliaire). À partir de septembre 1941, ils prennent le nom de Schutzmannschaft-Bataillonen (abrégé en Schuma). En lituanien, les bataillons de police sont connus sous le nom de Savisaugos batalionai (bataillons d'autodéfense), Apsaugos dalys (unités de sécurité), Lietuvos apsaugos dalys (LAD, unités de sécurité de Lituanie).

## Sources et historiographie
Le sujet des bataillons de police lituaniens est très controversé et peu documenté. Le principal obstacle est le manque de données fiables et objectives. Pendant la guerre, le journal Karys publia de fréquentes histoires sur les bataillons, mais pour protéger les secrets militaires, les articles furent fortement censurés pour supprimer les noms, les dates et les lieux. Pendant la période soviétique, lorsque la propagande soviétique exploitait les récits de crimes de guerre et persécutait activement les anciens membres des bataillons, la recherche objective fut impossible. Plusieurs membres des bataillons réussirent à s'échapper vers l'Ouest et à publier des mémoires, mais passèrent sous silence les aspects controversés des bataillons et nièrent souvent l'implication de la Lituanie dans l'Holocauste. Les chercheurs étrangers furent gênés par le manque de données d'archives.
Lorsque la Lituanie déclara son indépendance, les archives devinrent  accessibles aux chercheurs. Cependant, de nombreux documents furent dispersés dans diverses archives en Lituanie, en Biélorussie, en Ukraine, en Allemagne ou en Russie. De plus, en raison de la nature chaotique de la guerre, la tenue des dossiers fut médiocre, en particulier vers la fin de la guerre. Les unités firent l'objet de réorganisations et de restructurations fréquentes ; parfois les unités se confondaient avec leur nom propre ou leur numérotation. Dans les années d'après-guerre, le KGB produisit des protocoles d'interrogatoire d'anciens membres des bataillons, mais ceux-ci ne furent considérés comme fiables car les aveux furent souvent obtenus par la torture ou résolument fabriqués. Néanmoins, les érudits lituaniens, principalement Arūnas Bubnys, publièrent plusieurs articles analysant la structure et les activités des bataillons individuels.

## Contexte

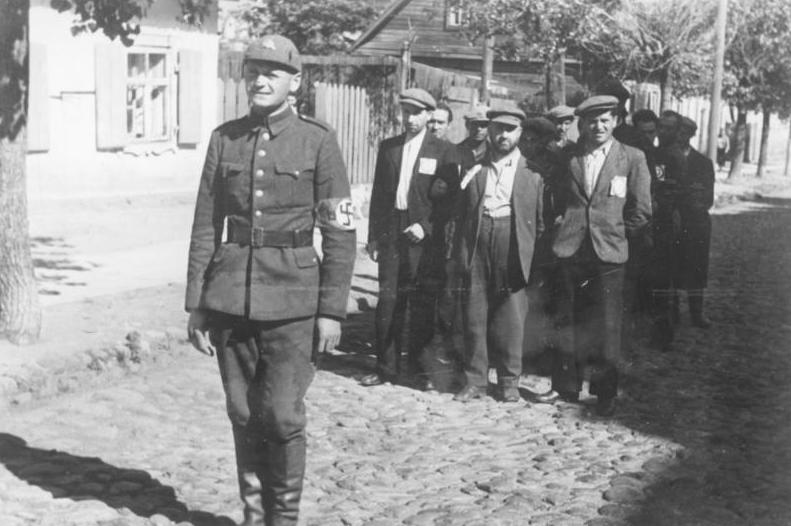
Soldat lituanien escortant un groupe de Juifs lituaniens à Vilnius en juillet 1941.

En juin 1940, la Lituanie est occupée par l'Union soviétique. Les Soviétiques met en place des politiques de soviétisation dures, y compris la nationalisation des grandes entreprises, des propriétés foncières et des biens immobiliers. Les opposants au communisme et au nouveau régime sont persécutés : environ 6 600 sont emprisonnés comme « ennemis du peuple »  et 17 600 autres déportés en Sibérie. L'armée lituanienne est réorganisée sous le 29e corps de fusiliers (179e division de fusiliers et 184e divisions de fusiliers) de l'Armée rouge. Plus de 500 des officiers lituaniens sont envoyés à la retraite et 87 emprisonnés.
Lorsque l'Allemagne nazie envahit l'Union soviétique le 22 juin 1941, les Lituaniens accueillent les Allemands comme des libérateurs de la domination soviétique répressive. Ils rejoignent spontanément le soulèvement de Juin, forment le gouvernement provisoire de Lituanie et déclarent le rétablissement de l'indépendance. Les Lituaniens commencent à former leurs propres unités militaires et de police dans l'espoir de recréer l'armée lituanienne. Le territoire de la Lituanie est envahi et divisé entre deux groupes d'armées allemands : le groupe d'armées Nord reprenant l'Ouest et le Nord de la Lituanie, et le groupe d'armées Centre reprenant la majeure partie de la région de Vilnius. Par conséquent, les développements à Kaunas et à Vilnius étaient parallèles mais séparés.

## Formation
Le premier bataillon, connu sous le nom de Tautinio darbo apsaugos batalionas (TDA), est formé par le gouvernement provisoire de Lituanie à Kaunas le 28 juin. Le gouvernement provisoire est dissous le 5 août 1941, ce qui n'est pas le cas du bataillon qui est repris par le major allemand Franz Lechthaler. Le 7 août, alors que le bataillon TDA compte 703 membres, Lechthaler ordonne que celui-ci soit réorganisé en deux bataillons de police auxiliaire (allemand : Polizeihilfsdienst bataillone ; lituanien : Pagalbinės policijos tarnyba ou PPT). Au cours du mois d'août, trois autres bataillons PPT sont formés. En octobre, ces cinq bataillons sont renommés en bataillons de sécurité (lituanien : apsaugos batalionas). En décembre, les cinq bataillons sont à nouveau réorganisés en bataillons de la Schutzmannschaft.
Les Lituaniens désertent massivement du 29e corps de fusiliers soviétique et se rassemblent à Vilnius. Ils organisent des unités d'autodéfense (Lietuvių savisaugos dalys, ou LSD), stationnées à Vilnius, Pabradė, Trakai et Varėna. Le 21 juillet 1941, le LSD devient le Service de reconstruction de Vilnius (Vilniaus atstatymo tarnyba ou VAT) qui dispose de trois unités (Travail, Commandement et Sécurité). Le 1er août, le VAT et ses trois unités sont réorganisés en trois bataillons de la Schutzmannschaft. Deux autres bataillons sont organisés avant octobre 1941.

## Atrocités
Certains bataillons de police auxiliaires lituaniens prennent une part active à l'extermination des Juifs sur le territoire de la Lituanie, de la Biélorussie, de l'Ukraine, de la Russie et de la Pologne et commettent des crimes contre les populations polonaise et biélorusse. L'une de ces actions majeure commises par des policiers lituaniens est la liquidation des Juifs à Kaunas en octobre 1941 par le 12e bataillon de police sous le commandement d'Antanas Impulevičius. Plus tard le même mois, le 12e bataillon assassine toute la population juive de Sloutsk en Biélorussie. Le 2e bataillon de police sert comme gardes dans le camp de Majdanek en Pologne occupée. Vingt des vingt-deux bataillons de police auxiliaire lituanienne ont été directement impliqués dans la destruction du peuple juif en Europe de l'Est. Selon les rapports allemands, les Lituaniens ont commis 47 000 meurtres de Juifs en Lituanie sur les 85 000 commis par l'Einsatzkommando dans cette zone. Ils tuèrent également 50 000 Juifs biélorusses pendant la guerre. Le plus grand crime contre la population civile non juive de policiers lituaniens fut le meurtre d'environ 400 Polonais dans les villages de Švenčionėliai et Švenčionys et leurs environs.

## Liste des bataillons
| Numéro de bataillon | Formé à partir de                          | Début de formation | Formé à   | Premier commandant   | Part active à la Shoah, | Zone d'opération le 26/08/1942 1942-08-26 | Zone d'opération le 17/03/1944 | Date de dissolution | Sort/Transfert                                   |
| ------------------- | ------------------------------------------ | ------------------ | --------- | -------------------- | ----------------------- | ----------------------------------------- | ------------------------------ | ------------------- | ------------------------------------------------ |
| 1er                 | Unité de sécurité du VAT                   | 14 juillet 1941    | Vilnius   | Jonas Juknevičius    | Oui                     | Vilnius                                   | Vilnius                        | Automne 1944        | Vers des unités antiaériennes ou en Allemagne    |
| 2e                  | Unité de sécurité du VAT                   | 14 juillet 1941    | Vilnius   | Petras Vertelis      | Oui                     | Lublin                                    | Adutiškis                      | Août 1944           | Vers diverses unités allemandes                  |
| 3e                  | Unité de travail du VAT                    | 14 juillet 1941    | Vilnius   | Pranas Ambraziūnas   | Oui                     | Vers Minsk                                | Vers Minsk                     | Juillet 1944        | Vers des unités antiaériennes ou Dresde          |
| 4e                  | 4e bataillon du PPT                        | 30 août 1941       | Kaunas    | Viktoras Klimavičius | Non                     | Donetsk                                   | dissous                        | Février 1944        | Poche de Kovel : capturé par les soviétiques     |
| 5e                  | 5e bataillon du PPT                        | 28 août 1941       | Kaunas    | Juozas Kriščiūnas    | Non                     | Dedovichi                                 | Švenčionėliai                  | Décembre 1944       | Vers les 256e et 13e bataillons                  |
| 6e                  | Bataillon de protection des chemins de fer | Juillet 1941       | Vilnius   |                      | Non                     | Vilnius                                   | Vilnius                        | Août 1944           | Vers des unités antiaériennes ou en Allemagne    |
| 7e                  |                                            |                    | Kaunas    |                      | Oui                     | Lityn                                     | dissous                        | Janvier 1944        | Vers le 13e et le 257e bataillon                 |
| 8e                  |                                            |                    | Kaunas    |                      | Non                     | Kropyvnytskyï                             | dissous                        | 20 novembre 1943    |                                                  |
| 9e                  |                                            |                    | Kaunas    |                      | Non                     | Kaunas                                    | Kaunas                         | Juillet 1944        | Vers le 1er régiment de police lituanien         |
| 10e                 | -                                          | Août 1941          | Panevėžys | Bronius Kairiūnas    | Oui                     | Panevėžys                                 | dissous                        | 21 janvier 1943     | Vers le 14e bataillon                            |
| 11e                 | 3e bataillon du PPT                        | 15 août 1941       | Kaunas    | Antanas Švilpa       | Oui                     | Korosten                                  | dissous                        | Fin 1943            |                                                  |
| 12e                 | 2e bataillon du PPT                        | 9 août 1941        | Kaunas    | Antanas Impulevičius | Amplement               | Minsk                                     | dissous                        | Février 1944        | Vers le 15e bataillon                            |
| 13e                 | 1er bataillon du PPT                       | 28 juin 1941       | Kaunas    | Kazys Šimkus         | Amplement               | Dedovichi                                 | Opotchka                       | Mai 1945            | Poche de Courlande : capturé par les soviétiques |
| 14e                 | -                                          | Août 1941          | Šiauliai  | Stanislovas Lipčius  | Oui                     | Šiauliai                                  | Šiauliai                       | Summer 1944         | Vers Gdańsk et Dresde                            |
| 15e                 | Bataillon Hrodna du VAT                    | Juillet 1941       | Vilnius   | Albinas Levickis     | Non                     | Baranavitchy                              | Vers Minsk                     | 26 juillet 1944     | Vers Szczecin et Gdańsk                          |
| 250e                | -                                          | 1942               | Kaunas    |                      | Non                     | Pskov                                     | Daugavpils                     |                     |                                                  |
| 251e                | -                                          | Été 1942           | Kaunas    |                      | Non                     | Kaunas                                    | dissous                        | Février 1943        | Vers le 2e bataillon                             |
| 252e                | -                                          | 25 mai 1942        | Kaunas    | Bronius Bajerčius    | Oui                     | Kaunas                                    | Lublin                         | Novembre 1944       | Vers le Nord de la Yougoslavie                   |
| 253e                | -                                          | Mai 1943           | Kaunas    | Vladas Aižinas       | Non                     | Données manquantes                        | Lublin                         | Août 1944           | Vers des unités aériennes et Dresde              |
| 254e                | -                                          | Printemps 1942     | Vilnius   | Povilas Bareišis     | Non                     | Vilnius                                   | dissous                        | Avril 1944          | Vers le 258e ou 259e bataillon                   |
| 255e                | -                                          | 21 juillet 1942    | Kaunas    |                      | Non                     | Kaunas                                    | Sloutsk                        | Août 1944           | Vers Dresde                                      |
| 256e                | -                                          | Mars 1943          | Kaunas    | Jonas Matulis        | Non                     | Données manquantes                        | Panemunė                       | Mai 1945            | Poche de Courlande : capturé par les soviétiques |
| 257e                | 4 compagnies de police représentatives     | 24 octobre 1943    |           | V. Miliauskas        | Non                     | Données manquantes                        | Svieriai                       | Octobre 1944        | Vers Gdańsk                                      |
| 258e                | Unités de formation                        | 27 avril 1944      |           |                      | Non                     | Données manquantes                        | Données manquantes             | Fin 1944            | Vers l'Allemagne près de la frontière belge      |
| 259e                | -                                          | Avril 1944         | Prienai   |                      | Non                     | Données manquantes                        | Données manquantes             |                     |                                                  |
| Lietuva             | Lituaniens en Reichsarbeitsdienst          |                    | Koszalin  |                      | Non                     | Données manquantes                        | Données manquantes             |                     |                                                  |
| Notes: 1. 2. 3.     |                                            |                    |           |                      |                         |                                           |                                |                     |                                                  |